# Ormanäs och Stanstorp
Ormanäs och Stanstorp est une localité de Suède dans la commune de Höör en Scanie.

## Démographie
Sa population était de 438 habitants en 2010.